# Lemat Lindenbauma
Lemat Lindenbauma – twierdzenie metamatematyczne, zwane tradycyjnie lematem. Sformułowane przez polskiego logika ze szkoły lwowsko-warszawskiej, Adolfa Lindenbauma. Ma ono szerokie zastosowanie w teorii modeli, m.in. w dowodach twierdzenia o pełności tzw. metodą henkinowską.
Lemat Lindenbauma głosi, że dowolny niesprzeczny zbiór formuł można rozszerzyć do niesprzecznego i zupełnego zbioru formuł.
Zapis formalny jest następujący (przez X oznaczamy zbiór formuł, a przez Fm zbiór wszystkich formuł nad danym przeliczalnym alfabetem):
{\displaystyle \forall _{X}(\neg \forall _{\varphi \in Fm}[X\vdash \varphi ]\Rightarrow \exists _{Y}[\{X\subseteq Y\}\wedge \neg \forall _{\varphi \in Fm}\{Y\vdash \varphi \}\wedge \forall _{\varphi \in Fm}\{Y\vdash \varphi \vee Y\vdash \neg \varphi \}]).}

## Dowód lematu Lindenbauma
Tw. {\displaystyle \forall _{X}(\neg \forall _{\varphi \in Fm}[X\vdash \varphi ]\Rightarrow \exists _{Y}[\{X\subseteq Y\}\wedge \neg \forall _{\varphi \in Fm}\{Y\vdash \varphi \}\wedge \forall _{\varphi \in Fm}\{Y\vdash \varphi \vee Y\vdash \neg \varphi \}]).}
Dowód:
Niech X będzie zbiorem niesprzecznym. Niech ciąg formul {\displaystyle \alpha _{0},\alpha _{1},\dots } będzie wyliczeniem zbioru formuł Fm. Taki ciąg istnieje, bo formuł jest przeliczalnie wiele. Określmy:
- {\displaystyle Y_{0}=X,}

- {\displaystyle Y_{n+1}={\begin{cases}Y_{n}\cup \{\alpha _{n}\},&{\text{gdy }}\ \ulcorner \neg \alpha _{n}\urcorner \notin Cn(Y_{n})\\[2pt]Y_{n}\cup \{\neg \alpha _{n}\},&{\text{gdy }}\ \ulcorner \neg \alpha _{n}\urcorner \in Cn(Y_{n})\end{cases}},}
- {\displaystyle Y=\bigcup _{n\in \mathbb {N} }Y_{n}.}

(Oznaczenia {\displaystyle \ulcorner \alpha \urcorner } będziemy używać aby pokazać, że chodzi o użycie metajęzykowe).
Aby udowodnić lemat Lindenbauma, musimy pokazać trzy rzeczy: (a) zawieranie się X w Y (b) zupełność Y i (c) niesprzeczność Y.

### Zawieranie się
{\displaystyle X\subseteq Y.} Z konstrukcji {\displaystyle Y=\bigcup _{n\in \mathbb {N} }Y_{n}} i {\displaystyle Y_{0}=X.} Zatem X zawiera się w Y.

### Zupełność Y
Twierdzimy, że {\displaystyle Y} jest zupełny, czyli {\displaystyle \forall _{\varphi \in Fm}(Y\vdash \varphi \vee Y\vdash \neg \varphi ).} Dowód: Ustalmy {\displaystyle \varphi .} Niech {\displaystyle \varphi =\alpha _{n}.} Są dwa przypadki:
- Przypadek 1. {\displaystyle \ulcorner \neg \alpha _{n}\urcorner \notin Cn(Y_{n});}
- Przypadek 2. {\displaystyle \ulcorner \neg \alpha _{n}\urcorner \in Cn(Y_{n}).}

Ad 1: {\displaystyle \alpha _{n}\in Y_{n+1},} więc {\displaystyle \alpha _{n}\in Y.}
Ad 2: {\displaystyle \ulcorner \neg \alpha _{n}\urcorner \in Y_{n+1},} więc {\displaystyle \neg \alpha _{n}\in Y.}

### Niesprzeczność Y
Twierdzimy, że Y jest niesprzeczny. Dowodzimy przez indukcję po n, że dla każdego n {\displaystyle Y_{n}} jest niesprzeczne:
(0) {\displaystyle Y_{0}} jest niesprzeczny z założenia. [krok zerowy]
(i) załóżmy, że {\displaystyle Y_{n}} jest niesprzeczny. [założenie indukcyjne]
(T) {\displaystyle Y_{n+1}} jest niesprzeczny. [teza indukcyjna]
Fakt: {\displaystyle \forall _{X}\forall _{\varphi }[X\not \vdash \neg \varphi \Rightarrow X\cup \{\varphi \}\ jest\ niesprzeczne]}
- Przypadek 1. {\displaystyle Y_{n+1}=Y_{n}\cup \{\alpha _{n}\}.} Z definicji {\displaystyle Y_{n}{:}} {\displaystyle \ulcorner \neg \alpha \urcorner \notin Cn(Y_{n}).} Z Faktu: {\displaystyle Y_{n}\cup \{\alpha _{n}\}} jest niesprzeczny.
- Przypadek 2. {\displaystyle Y_{n+1}=Y_{n}\cup \{\neg \alpha _{n}\}.} Wtedy {\displaystyle \ulcorner \neg \alpha _{n}\urcorner \in Cn(Y_{n}).} {\displaystyle Cn(Y_{n})=Cn(Y_{n+1}).} Z (i), {\displaystyle Y_{n+1}} jest niesprzeczny.